# فلاديمير سيمينيتس
فلاديمير سيمينيتس (بالروسية: Семенец, Владимир Иванович) مواليد 9 يناير 1950 في فولسك، روسيا، هو دراج روسي سابق. سبق أن شارك في دورة الألعاب الأولمبية الصيفية وفاز بميدالية أولمبية.

## الميداليات
| الميدالية | المسابقة                       |
| --------- | ------------------------------ |
| ذهبية     | الألعاب الأولمبية الصيفية 1972 |

## روابط خارجية
- فلاديمير سيمينيتس على موقع أرشيف الدراجات (الإنجليزية)
- فلاديمير سيمينيتس على موقع أوليمبيديا (الإنجليزية)